# Теорема об огибающей
Теорема об огибающей (англ. envelope theorem) — результат о дифференцируемости целевой функции в оптимизационных задачах с параметром. Теорема гласит, что при варьировании значения параметра, изменение целевой функции (в определённом смысле) не обусловлено изменением оптимума. Теорема важна для сравнительной статики в оптимизационных моделях.

## Теорема
Пусть {\displaystyle f(x,\alpha )} и {\displaystyle g_{j}(x,\alpha ),j=1,2,\ldots ,m} — вещественнозначные непрерывные дифференцируемые функции, определённые на {\displaystyle \mathbb {R} ^{n+l}}, где {\displaystyle x\in \mathbb {R} ^{n}} есть переменные, а  {\displaystyle \alpha \in \mathbb {R} ^{l}} — параметры. Рассмотрим задачу выбора {\displaystyle x} при заданных {\displaystyle \alpha } с тем, чтобы найти:
{\displaystyle \max _{x}f(x,\alpha )} при {\displaystyle g_{j}(x,\alpha )\geq 0,j=1,2,\ldots ,m} и {\displaystyle x\geq 0}.
Лагранжиан:
{\displaystyle {\mathcal {L}}(x,\lambda ,\alpha )=f(x,\alpha )+\lambda \cdot g(x,\alpha )}
где {\displaystyle \lambda \in \mathbb {R} ^{m}} — множители Лагранжа. Пусть {\displaystyle x^{\ast }(\alpha )} и {\displaystyle \lambda ^{\ast }(\alpha )} есть решение, то есть точка, максимизирующая f при заданных ограничениях (и, следовательно, седловые точки лагранжиана),
{\displaystyle {\mathcal {L}}^{\ast }(\alpha )\equiv f(x^{\ast }(\alpha ),\alpha )+\lambda ^{\ast }(\alpha )\cdot g(x^{\ast }(\alpha ),\alpha ),}
Определим функцию значения
{\displaystyle V(\alpha )\equiv f(x^{\ast }(\alpha ),\alpha ).}
Тогда верна следующая теорема.
Теорема: Положим, что {\displaystyle V} и {\displaystyle {\mathcal {L}}} непрерывны и дифференцируемы. Тогда
{\displaystyle {\frac {\partial V(\alpha )}{\partial \alpha _{k}}}={\frac {\partial {\mathcal {L}}^{\ast }(\alpha )}{\partial \alpha _{k}}}={\frac {\partial {\mathcal {L}}(x^{\ast }(\alpha ),\lambda ^{\ast }(\alpha ),\alpha )}{\partial \alpha _{k}}},k=1,2,\ldots ,l}
где {\displaystyle \partial {\mathcal {L}}/\partial \alpha _{k}=\partial f/\partial \alpha _{k}+\lambda \cdot \partial g/\partial \alpha _{k}}.